# Eleccions municipals de 2003 a l'Hospitalet de Llobregat
El 25 de maig de 2003, es varen celebrar eleccions municipals a l'Hospitalet de Llobregat, la segona ciutat en nombre d'habitants de Catalunya. Aquests comicis van permetre la renovació dels 27 regidors que conformen el Ple del consistori hospitalenc, els quals havien estat escollits quatre anys abans, el maig del 1999.

## Resultats
Dels 195.888 electors cridats a les urnes només hi van participar 82.881, és a dir, un 54,81% del cens. El partit més votat va ser de nou el Partit dels Socialistes de Catalunya, que hi governa de forma ininterrompuda des del 1979. La llista socialista, encapçalada per Juan Ignacio Pujana Fernández entre 1979 i 1994, i amb el batlle sortint Celestino Corbacho, en el càrrec des del 1994, dos menys que en l'anterior legislatura. Aquests van ser els tercers comicis en què el candidat del PSC era Celestino Corbacho, el qual els ha guanyat tots per majoria absoluta.
La candidatura socialista va ser la més votada a tots els barris de la ciutat, aconseguint el seu millor resultat al barri de les Planes, amb un 60,09% dels vots emesos. El PSC també va aconseguir la majoria absoluta als barris de Sanfeliu, Sant Josep, Santa Eulàlia, la Florida, Can Serra, Pubilla Cases i Bellvitge. El pitjor resultat per als socialistes va ser l'obtingut al barri del Centre, que amb un 39,11%, va ser l'únic barri on els socialistes van baixar del llindar del 48% dels vots.
El segon partit més votat va ser el PP, que amb un 15,89% dels vots, va aconseguir 4 regidors, els mateixos que a les eleccions del 1999. La llista encapçalada per Juan Carlos del Río va obtenir el seu millor resultat al barri del Gornal, amb un 18,81% dels vots emesos, i el pitjor al del Centre, on només va recollir el 12,72%. En aquest darrer barri, els populars van ser la quarta llista més votada, per darrere de CiU i ICV-EUiA.
La tercera força va ser Convergència i Unió, que amb un 10,27%, va tornar a aconseguir 3 regidors. La llista que encapçalava de nou la diputada Meritxell Borràs va aconseguir de lluny el seu millor resultat al barri del Centre, on amb un 22,22% dels vots emesos, va ser la segona força més votada. El pitjor resultat per a la federació nacionalista va ser l'obtingut al barri de les Planes, on només van aconseguir un 5,10% i van ser la quarta força més votada, per darrere d'ICV-EUiA.
La coalició electoral d'esquerres Iniciativa per Catalunya Verds – Esquerra Unida i Alternativa va ser la quarta candidatura més votada, amb un 8,92% dels vots i 2 regidors. En les eleccions municipals anteriors, ICV-EUiA havia estat la tercera força municipal, per sobre de CiU, amb 3 regidors. Per barris, ICV-EUiA obté el seu millor resultat al Centre de l'Hospitalet, amb un 12,18% dels vots emesos, i el pitjor a Pubilla Cases, amb un 6,70%.
Esquerra Republicana de Catalunya, amb un 5,45% dels vots emesos i un regidor, va aconseguir entrar al Consistori hospitalenc per primera vegada des del restabliment de les llibertats democràtiques. Els republicans van aconseguir el seu millor resultat al barri del Centre, un 10,16% dels vots. Així mateix, van passar del 5% a quatre barris més: Sant Josep, Santa Eulàlia, la Torrassa i Collblanc.
D'entre la resta de candidatures que no aconseguiren representació, només una superà l'1% dels vots: Els Verds - Ecopacifistes de Catalunya, amb un 2,24%.
Ajuntament de l'Hospitalet de Llobregat - 27 regidors (majoria absoluta: 14)
|                                                                     | Partit dels Socialistes de Catalunya – Progrés Municipal (PSC-PM)            | 53.18 | 16 | 55.77 | 18 |
|                                                                     | Partit Popular (PP)                                                          | 15.89 | 4  | 15.31 | 4  |
|                                                                     | Iniciativa per Catalunya Verds – Esquerra Unida i Alternativa (ICV-EUiA-EPM) | 11.70 | 3  | 11.43 | 2  |
|                                                                     | Convergència i Unió (CiU)                                                    | 9.78  | 3  | 11.23 | 3  |
|                                                                     | Esquerra Republicana de Catalunya – Acord Municipal (ERC-AM)                 | 5.45  | 1  | 2.44  | 0  |
|                                                                     | Els Verds - Ecopacifistes de Catalunya                                       | 2.24  | -  | -     | -  |
|                                                                     | altres                                                                       | 0.44  | -  | 2.22  | -  |
|                                                                     | en blanc                                                                     | 1.32  | -  | 1.59  | -  |
| Font: Ministeri de l'Interior Arxivat 2008-03-07 a Wayback Machine. |                                                                              |       |    |       |    |

Regidors electes
Relació de regidors electes:

| No. | Nom                              | Llista | Llista  |
| --- | -------------------------------- | ------ | ------- |
| 1   | Celestino Corbacho i Chaves      |        | PSC-PM  |
| 2   | Núria Marín i Martínez           |        | PSC-PM  |
| 3   | Clemente Murillo i Benítez       |        | PSC-PM  |
| 4   | Juan Carlos del Río Pin          |        | PP      |
| 5   | Joan Francesc Marco i Conchillo  |        | PSC-PM  |
| 6   | Ramón Luque Porrino              |        | ICV-EPM |
| 7   | Glòria Herance i Álvarez         |        | PSC-PM  |
| 8   | Meritxell Borràs i Solé          |        | CiU     |
| 9   | José Antonio Molina i Flores     |        | PSC-PM  |
| 10  | Salvador Torres Consuegra        |        | PP      |
| 11  | Antonio Bermudo i Ávila          |        | PSC-PM  |
| 12  | José Conde i Pérez               |        | PSC-PM  |
| 13  | María Ángeles Sariñena i Hidalgo |        | PSC-PM  |
| 14  | Montserrat Company Prats         |        | ICV-EPM |
| 15  | Anna Simó i Castelló             |        | ERC-AM  |
| 16  | Dolors Fernández i Bosch         |        | PSC-PM  |
| 17  | Pedro Alonso Navarro             |        | PP      |
| 18  | Ana Isabel (Anabel) Clar i López |        | CiU     |
| 19  | José Vicente Muñoz i Gómez       |        | PSC-PM  |
| 20  | Francesc Josep Belver i Vallès   |        | PSC-PM  |
| 21  | Mario Sanz i Sanz                |        | PSC-PM  |
| 22  | José Javier Díez Crespo          |        | PP      |
| 23  | Luis Esteve Garnés               |        | ICV-EPM |
| 24  | Ana María Prados i Fernández     |        | PSC-PM  |
| 25  | Alfons Bonals i Florit           |        | PSC-PM  |
| 26  | Fernanda Sánchez i Alcántara     |        | PSC-PM  |
| 27  | Miquel Dalmau i Carbó            |        | CiU     |